# بوتلوة طويلة الشعر
بوتلوة طويلة الشعر (الاسم العلمي:Bouteloua longiseta) هي نوع من النباتات تتبع جنس البوتلوة من الفصيلة النجيلية.